# 사자명예훼손죄
사자명예훼손죄란 공연히 허위의 사실을 적시하여 사자의 명예를 훼손함으로써 성립하는 범죄로 진실한 사실을 적시한 경우에는 본 죄가 성립하지 않는다. 친고죄로 고소가 있어야 공소를 제기할 수 있다. 고소권자는 친족 또는 자손을 원칙으로 한다.

## 조문
제308조 (사자의 명예훼손)공연히 허위의 사실을 적시하여 사자의 명예를 훼손한 자는 2년 이하의 징역이나 금고 또는 500만원 이하의 벌금에 처한다.

## 사례
2017년 펴낸 회고록에서 1980년 5월 계엄군의 헬기 사격을 증언한 조비오 신부를 ‘파렴치한 거짓말쟁이’라고 표현해 명예를 훼손한 혐의(사자 명예훼손)로 기소돼, 2018년 5월 28일   첫 공판 기일이 지정된 이래 재판 관할 논란으로 불출석하여 재판이 지연되면서 2020년 11월 30일 광주지법에서 징역 8개월에 집행유예 2년을 선고받고(2018고단1685) 같은 법원 항소심 에서 2021년 11월 29일 변론을 마치고 항소심 선고가 있을 예정이었으나 그에 앞서 11월 23일에 사망하면서 이듬 해 1월 10일 공소 기각 결정되었다.(2020노3208)

## 같이 보기
- 명예 훼손 죄
- 친고죄
- 대한민국 형사소송법 제232조